# Ляхово (Краснинский район)
 Ляхово— деревня в Смоленской области России, в Краснинском районе. Население — 6 жителей (2007 год). Расположена в западной части области в 12 км к западу от Красного на левом берегу реки Еленка, в 6 км восточнее границы с Белоруссией.
Входит в состав Нейковского сельского поселения.

## История
Название деревни произошло от слова «ляхи» — поляки. По всей видимости в деревне проживало много поляков.